# 飛騨市営バス
飛騨市営バス（ひだしえいバス）は、岐阜県飛騨市が運行しているコミュニティバス。
ここでは飛騨市営バス、予約制乗合タクシーについて記述する。飛騨市が運行するこれらの交通機関の愛称はひだまるである。

## 概要
- 2015年（平成27年）に飛騨市内の公共交通機関の見直しが行われ、地域を跨いで運行する路線を幹線、地域内で運行する路線を地域路線、神岡町市街地を運行する市街地線、人口の少ない地域を運行する小規模送迎に分けられた。幹線は濃飛バスが路線バスとして運行。地域路線、市街地線、小規模送迎は飛騨市が担うこととなる。市内線（地域路線、市街地線）は飛騨市営バス、小規模送迎は予約制乗合タクシーとして運行することになり[1]、飛騨市巡回バスの廃止の翌日の2015年（平成27年）10月1日運行開始。
- 飛騨市営バスは濃飛バス（神岡営業所）が受託[2]。予約制乗合タクシーのうち「河合宮川乗合タクシー」宮川タクシー・古川タクシー共同企業体、「稲越乗合タクシー」はニュー飛騨観光バスが受託している。

## 路線
2023年10月1日現在。市営バスの路線には番号が割り当てられており、10番台が神岡町、20番台が古川町、30番台が河合町、40番台が宮川町の路線である。

### 市街地線
【O10】かみおかぐるりんバス
神岡町中心地を巡回する路線。かみおか循環乗合タクシーを2023年（令和5年）10月1日に名称変更。平日運行（土・日・祝日、年末年始（12月31日 - 1月3日）運休）。
【O18】殿循環線
神岡町内の路線。2023年（令和5年）10月1日に新設。平日運行（土・日・祝日、年末年始（12月31日 - 1月3日）運休）。

### 地域路線
【O11】山之村線
神岡町市街地と神岡町東部の山之村地区を結ぶ路線。通年運行（年末年始（12月31日 - 1月3日）運休）。
【O12】神岡東部線
神岡町市街地と神岡町東部（旧・阿曽布村西部）を結ぶ路線。平日運行（土・日・祝日、年末年始（12月31日 - 1月3日）運休）。
【O14】吉田線
神岡町市街地と飛騨神岡高校、ひだ流葉スキー場・流葉温泉を結ぶ路線。平日運行（土・日・祝日、年末年始（12月31日 - 1月3日）運休）。
【O17】神原線
神岡町と飛騨古川駅を結ぶ路線。平日運行（土・日・祝日、年末年始（12月31日 - 1月3日）運休）。
【O21】桃源郷線
古川町の西部と飛騨古川駅を結ぶ路線。平日運行（土・日・祝日、年末年始（12月31日 - 1月3日）運休）。
【O22】太江線
古川町の北西部と飛騨古川駅を結ぶ路線。平日運行（土・日・祝日、年末年始（12月31日 - 1月3日）運休）。
【O23】畔畑線
古川町の西部（旧・小鷹利村）と古川町中心部を結ぶ路線。平日運行（土・日・祝日、年末年始（12月31日 - 1月3日）運休）。
【O31】稲越線
河合町の路線。一部は予約制。平日運行（土・日・祝日、年末年始（12月31日 - 1月3日）運休）。
【O32】月ヶ瀬線
河合町の路線。一部は予約制。通年運行。
【O41】宮川線
宮川町と角川駅を結ぶ路線。一部は予約制。平日運行（土・日・祝日、年末年始（12月31日 - 1月3日）運休）。

### 予約制乗合タクシー
河合宮川乗合タクシー
河合町・宮川町が運行地域。宮川タクシー・古川タクシー共同企業体が運行し、利用には事前予約が必要。平日8:30 - 16:30、休日9:00 - 17:00運行（12月31日 - 1月3日は運休）。
稲越乗合タクシー
稲越・大谷地内、及び稲越・大谷地内から飛騨古川駅までの運行。ニュー飛騨観光バスが運行し、利用には事前予約が必要。平日8:30 - 16:30の運行。

## 運賃
- 市営バス、乗合タクシーともにゾーン制である。古川町、神岡町、河合町、宮川町の町内での乗降は200円（河合町、宮川町間は同一町内扱い）。町域を超える移動は300円。